# Rock Zottegem
Rock Zottegem is een jaarlijks festival voor popmuziek en rock, dat gehouden wordt op een weide in het Oost-Vlaamse Zottegem.

## Geschiedenis
Het festival werd voor het eerst in 1994 op de Markt in Zottegem georganiseerd  door (politicus) Kurt De Loor, diens broer Karl en een aantal vrienden. De jongerenwerking van de Zottegemse socialisten organiseerde het festival in het kader van de culturele week in 1994.  Het festival groeide elk jaar geleidelijk in omvang, zodat het uiteindelijk van het centrum van de stad naar het terrein van de Bevegemse Vijvers verhuisde. Sinds enkele jaren trekt het festival gemiddeld vijfendertigduizend bezoekers per editie. Het vindt gewoonlijk begin juli plaats en duurt twee dagen: vrijdag en zaterdag. Al zijn er ook jaargangen geweest waar ook op zondag Nederlandstalige artiesten optraden.
De programmatie van Rock Zottegem mikt op de bekendere namen uit de rock- en popwereld en houdt hierin aan een zekere verscheidenheid qua genre. Notoire gasten waren tot nu toe bijvoorbeeld Fischer-Z, Front 242, Clouseau, Heideroosjes, Echo & the Bunnymen, James Brown, De Mens, Praga Khan, The Sisters of Mercy, Madness, Motörhead, Flogging Molly, Bazart, Kraantje Pappie, Goose en Alice Cooper.
Het festival werkt met veel vrijwiligers. 

## Edities
| Vrijdag 9 juli                                                                                           | Zaterdag 10 juli |
| --- | --- |
| Superlijm Freaky Age Balthazar Das Pop The Charlatans Iggy & The Stooges Darren Price Underworld Tour DJ | Steak Number Eight The Opposites Taylor Hawkins & The Coattail Riders Guano Apes Flogging Molly Novastar PUBLIC IMAGE Ltd (PiL) Daan |

| Vrijdag 8 juli                                                                                      | Zaterdag 9 juli |
| --------------------------------------------------------------------------------------------------- | --- |
| Mojo Filters The Sore Losers De Jeugd van Tegenwoordig Zornik Status Quo Papa Roach Sound of Stereo | Little Trouble Kids Teddiedrum The Van Jets The Airborne Toxic Event Levellers Channel Zero Simple Minds DJ Dirk Stoops |

| Vrijdag 6 juli                                                                                | Zaterdag 7 juli |
| --------------------------------------------------------------------------------------------- | --- |
| Bed Rugs Geppetto & The Whales Heideroosjes Sepultura Triggerfinger The Human League The Subs | White Sneakers Go GUN Kapitan Korsakov De Mens Gavin DeGraw Arsenal Alanis Morissette The Cult Soulfly DJ Dirk Stoops |

| Vrijdag 12 juli                                                        | Zaterdag 13 juli |
| ---------------------------------------------------------------------- | --- |
| Epic Lane Marco Z The Opposites Golden Earring Bush dEUS Dr. Lektroluv | I Am Wolves Gers Pardoel Absynthe Minded Suicidal Tendencies Black Box Revelation Hooverphonic ZZ Top Felix da Housecat |

| Vrijdag 11 juli | Zaterdag 12 juli                                                                                        |
| --- | --- |
| This Kinda Man Hitsville Drunks School is Cool Shantel & Bukovina Club Orkestar Channel Zero Europe The Sisters of Mercy The Subs | Psycho 44 Compact Disk Dummies SX De Jeugd van Tegenwoordig Starsailor Ozark Henry UB40 White Lies DAAN |

| Vrijdag 10 juli                                             | Zaterdag 11 juli                                                    |
| ----------------------------------------------------------- | ------------------------------------------------------------------- |
| Fiddler's Green Jett Rebel Saxon Novastar Ed Kowalczyk Toto | Zwartwerk The Mirror Trap Yellow Claw The Scabs OMD Arsenal Placebo |

| Vrijdag 8 juli                                                             | Zaterdag 9 juli                                                                                              |
| -------------------------------------------------------------------------- | --- |
| Fleddy Melculy Emma Bale K's Choice Skunk Anansie The Hives Elvis Costello | Jill Shaw ID!OTS De Jeugd van Tegenwoordig The Sore Losers Channel Zero Gogol Bordello The Kooks Grace Jones |

| Vrijdag 7 juli                                       | Zaterdag 8 juli                                                          | zondag 9 juli                                |
| ---------------------------------------------------- | ------------------------------------------------------------------------ | -------------------------------------------- |
| Kraantje Pappie Tout Va Bien Milow Bryan Ferry Anouk | The Lighthouse Equal Idiots Het Zesde Metaal Golden Earring Bazart Goose | DJ Dirk Stoops Stan Van Samang Marco Borsato |

| Vrijdag 29 juni                                                        | Zaterdag 30 juni                                                                  | Zondag 1 juli        |
| ---------------------------------------------------------------------- | --------------------------------------------------------------------------------- | -------------------- |
| Jebroer Lil' Kleine Fischer-Z Levellers Kaiser Chiefs Lost Frequencies | Sons Fleddy Melculy Coely Millionaire The Jesus and Mary Chain The Offspring Arno | De Kreuners Clouseau |

| Vrijdag 5 juli                                                                              | Zaterdag 6 juli                                                       |
| ------------------------------------------------------------------------------------------- | --------------------------------------------------------------------- |
| Black Leather Jacket Gers Pardoel Flogging Molly Midnight Oil Heideroosjes Limp Bizkit Regi | Mooneye Boef Walk off the Earth Tears for Fears Live Interpol Arsenal |

| Vrijdag 8 juli                          | Zaterdag 9 juli                                                     | Zondag 10 juli       |
| --------------------------------------- | ------------------------------------------------------------------- | -------------------- |
| Bazart Triggerfinger Razorlight Arsenal | dEUS Joost Klein Texas The Clement Peerens Explosition Tourist LeMC | Clouseau De Kreuners |

| Vrijdag 7 juli                                                                            | Zaterdag 8 juli | Zondag 9 juli              |
| ----------------------------------------------------------------------------------------- | --- | -------------------------- |
| Goldband Soulfly Wolfmother Noordkaap Jack Vamp & The Castle of Creep Fleddy Melculy Used | Zwangere Guy Two Door Cinema Club The Waterboys K's Choice Isaac Roux Kaleo Omdat het kan soundsystem ft. average rob | Bart Peeters Camille Berre |

| Vrijdag 12 juli                                                              | Zaterdag 13 juli                                                        | Zondag 14 juli                                  |
| ---------------------------------------------------------------------------- | ----------------------------------------------------------------------- | ----------------------------------------------- |
| Heideroosjes Toto Joost Klein Prins S. en De Geit DIKKE Sophie Straat Brutus | Hellmut Lotti Goes Metal John Fogerty Brihang Daan Ironborn Bizkit Park | Bart Peeters & De Ideale Mannen Pommelien Thijs |

| Vrijdag 11 juli                                             | Zaterdag 12 juli                                                                          | Zondag 13 juli                           |
| ----------------------------------------------------------- | ----------------------------------------------------------------------------------------- | ---------------------------------------- |
| Alice Mae Sloper Jazz Brak Fischer-Z Merol Arsenal Goldband | Kaat Van Stralen J. Bernardt Novastar Rival Sons Manic Street Preachers Within Temptation | Suzan & Freek Roxette Regi Live ft Linda |